# Piquebaie obscur
Melanocharis arfakiana
Espèce
Statut de conservation UICN

 LC  : Préoccupation mineure
Le Piquebaie obscur (Melanocharis arfakiana) est une espèce d'oiseaux de la famille des Melanocharitidae.

## Répartition
Son aire dissoute s'étend à travers les montagnes de Nouvelle-Guinée.